# Gulfstream Aerospace
Gulfstream Aerospace je americký letecký výrobce založený v roce 1958, kdy společnost Grumman Aircraft Engineering Co známá díky výrobě vojenských typů letadel zkonstruovala letoun Grumman Gulfstream I. Šlo o turbovrtulové dopravní obchodní letadlo.
V současnosti je součástí koncernu General Dynamics a vyrábí zejména obchodní proudové letouny (tzv. bizjety - business-jets).
V prosinci 2012 Gulfstream představil návrh nadzvukového obchodního proudového letounu.

## Galerie

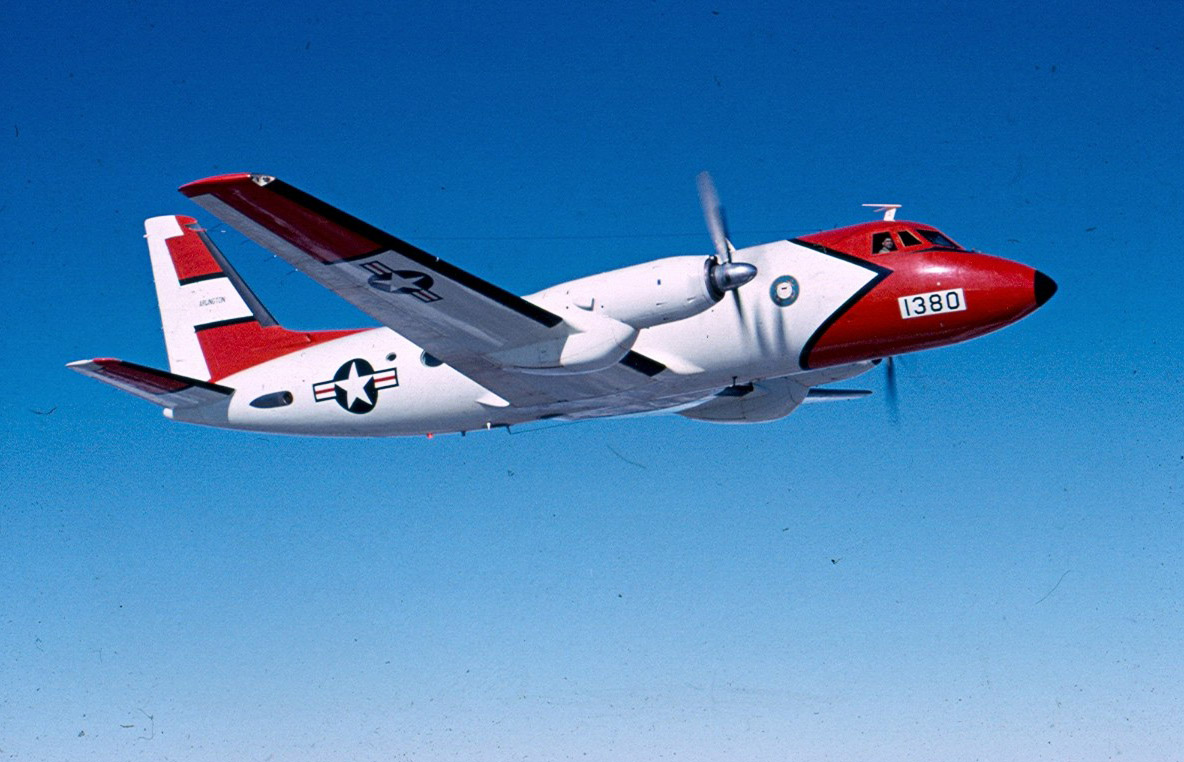
Grumman Gulfstream I
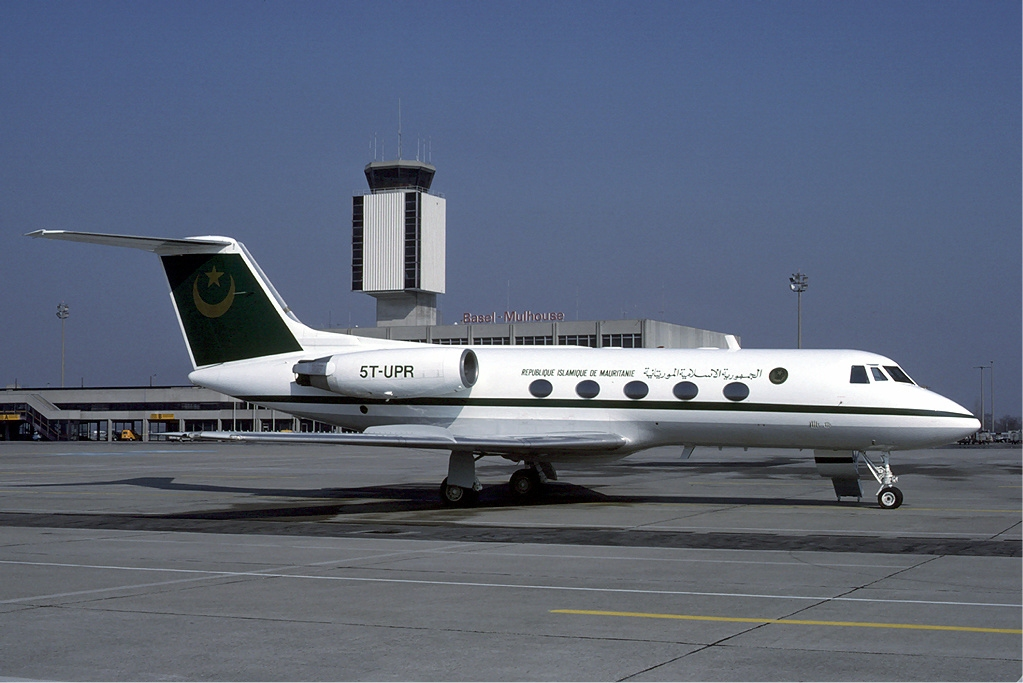
Grumman Gulfstream II
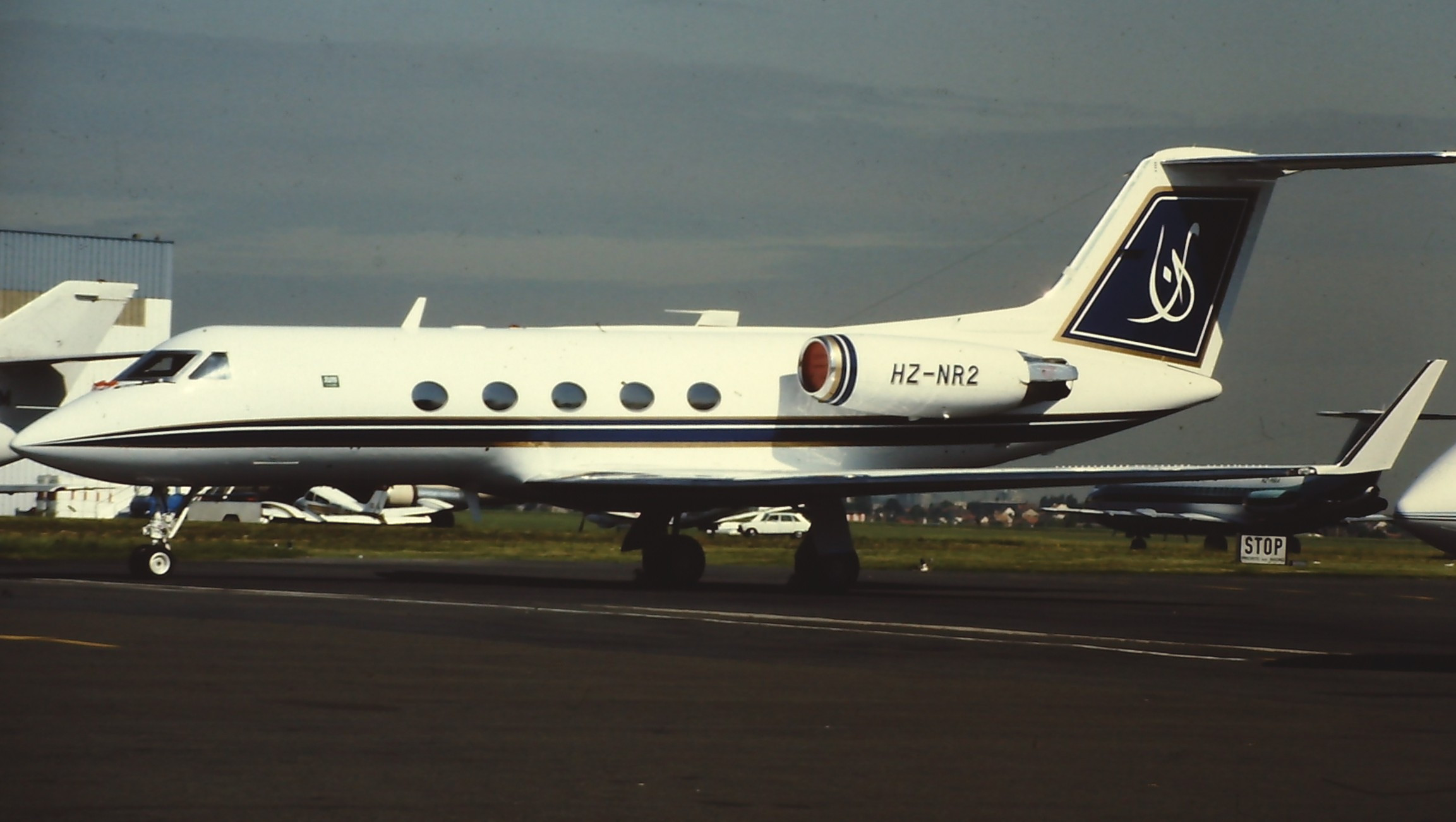
Gulfstream III
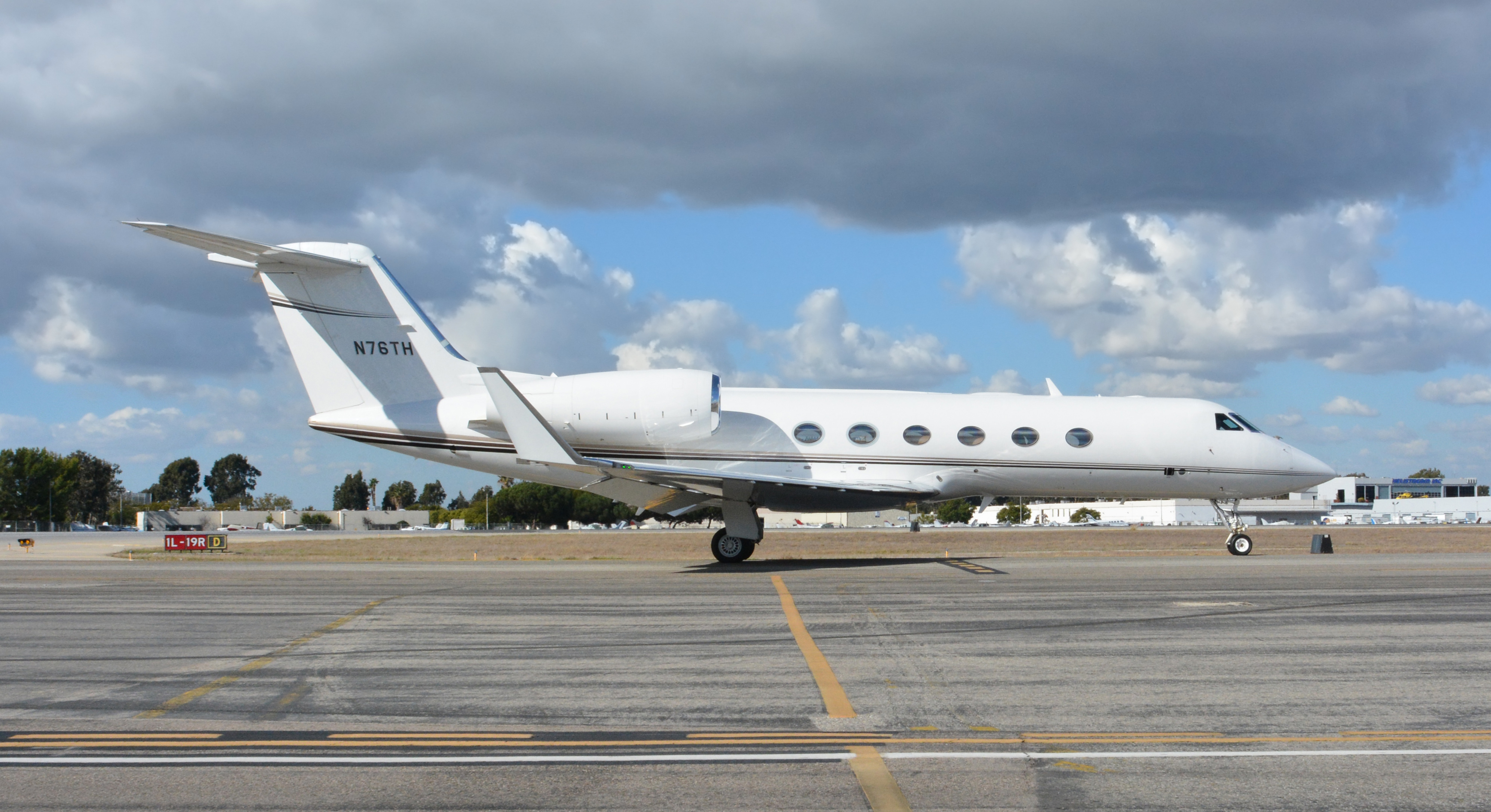
Gulfstream IV

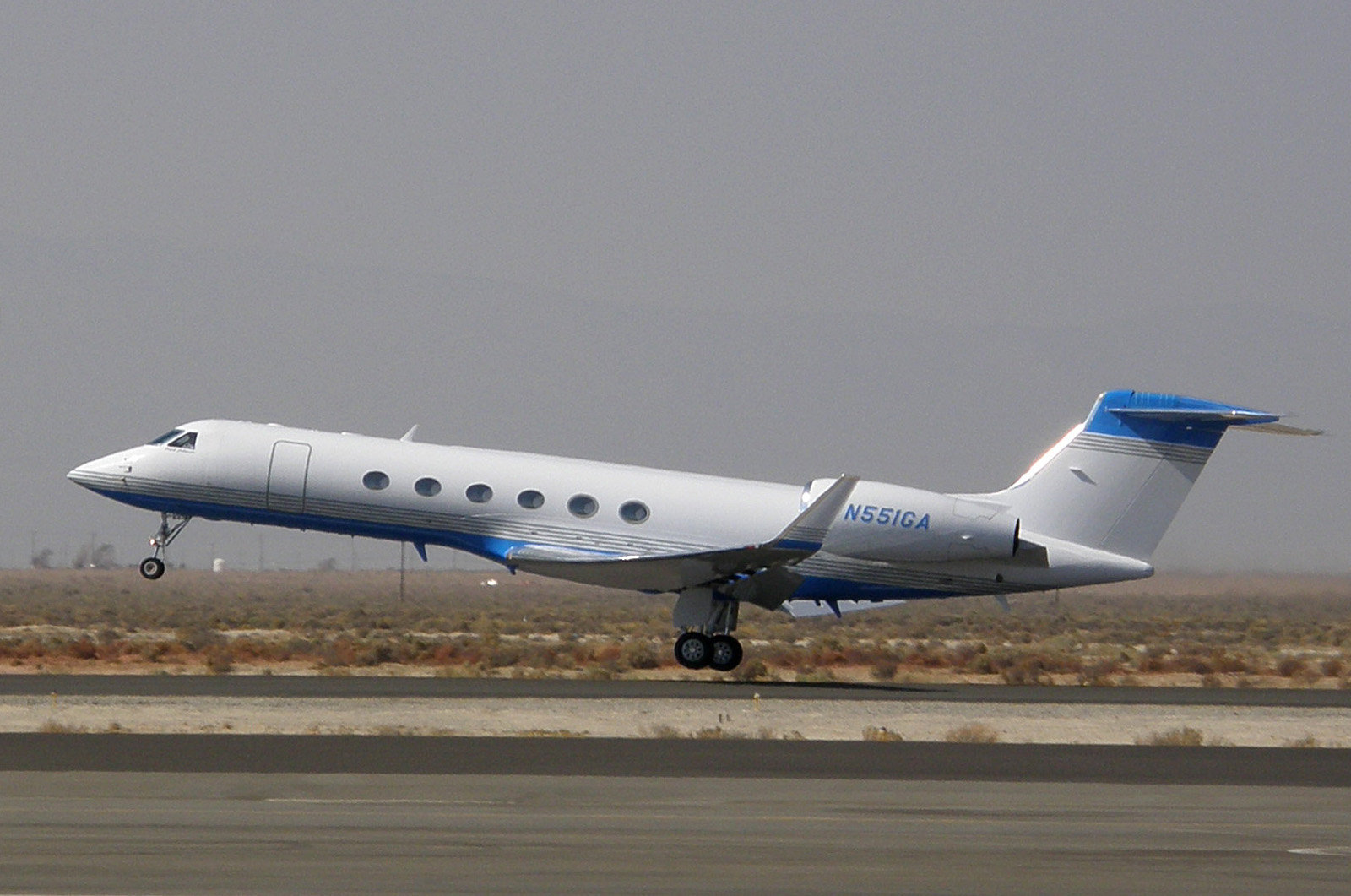
Gulfstream V
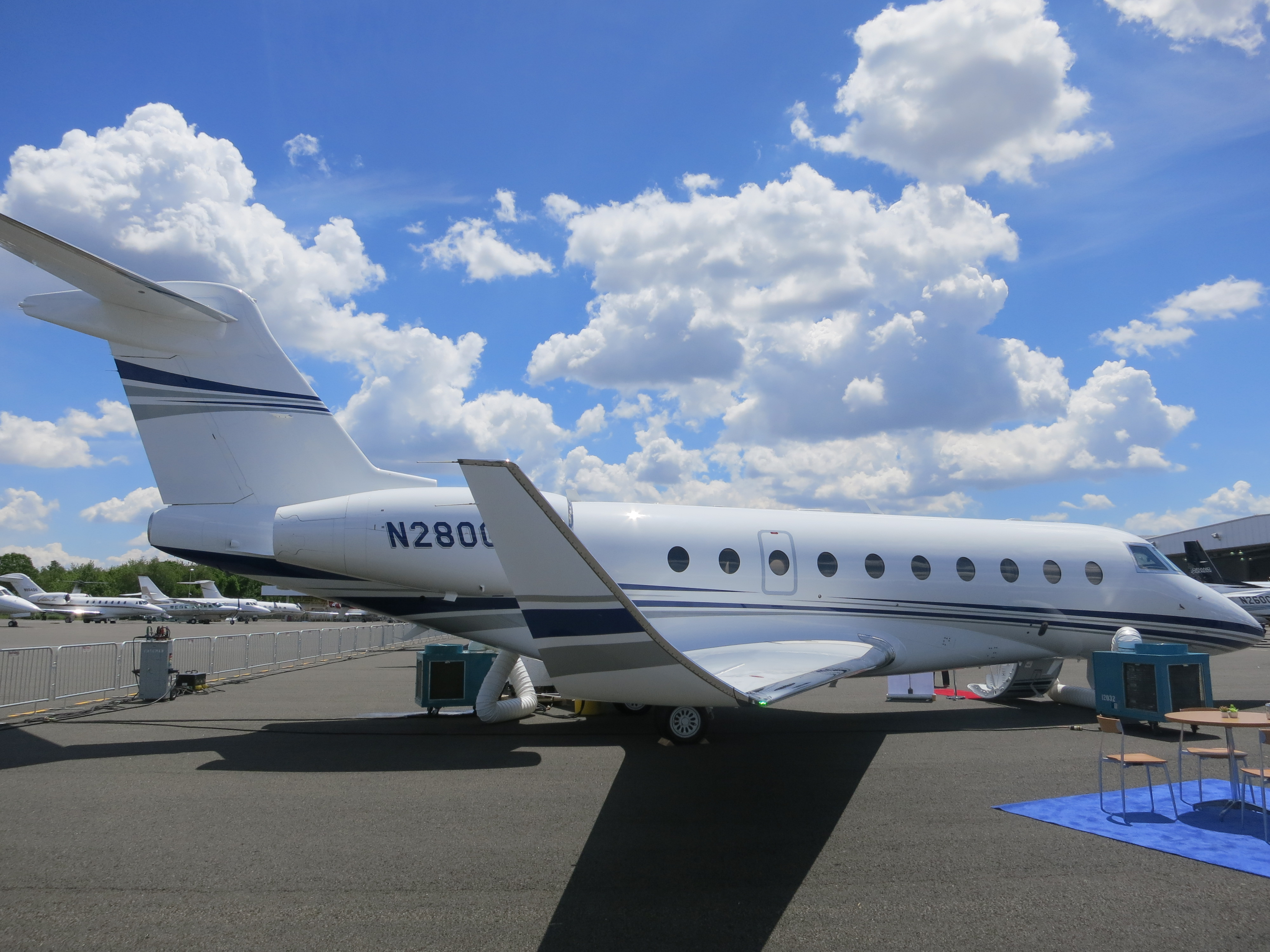
Gulfstream G280
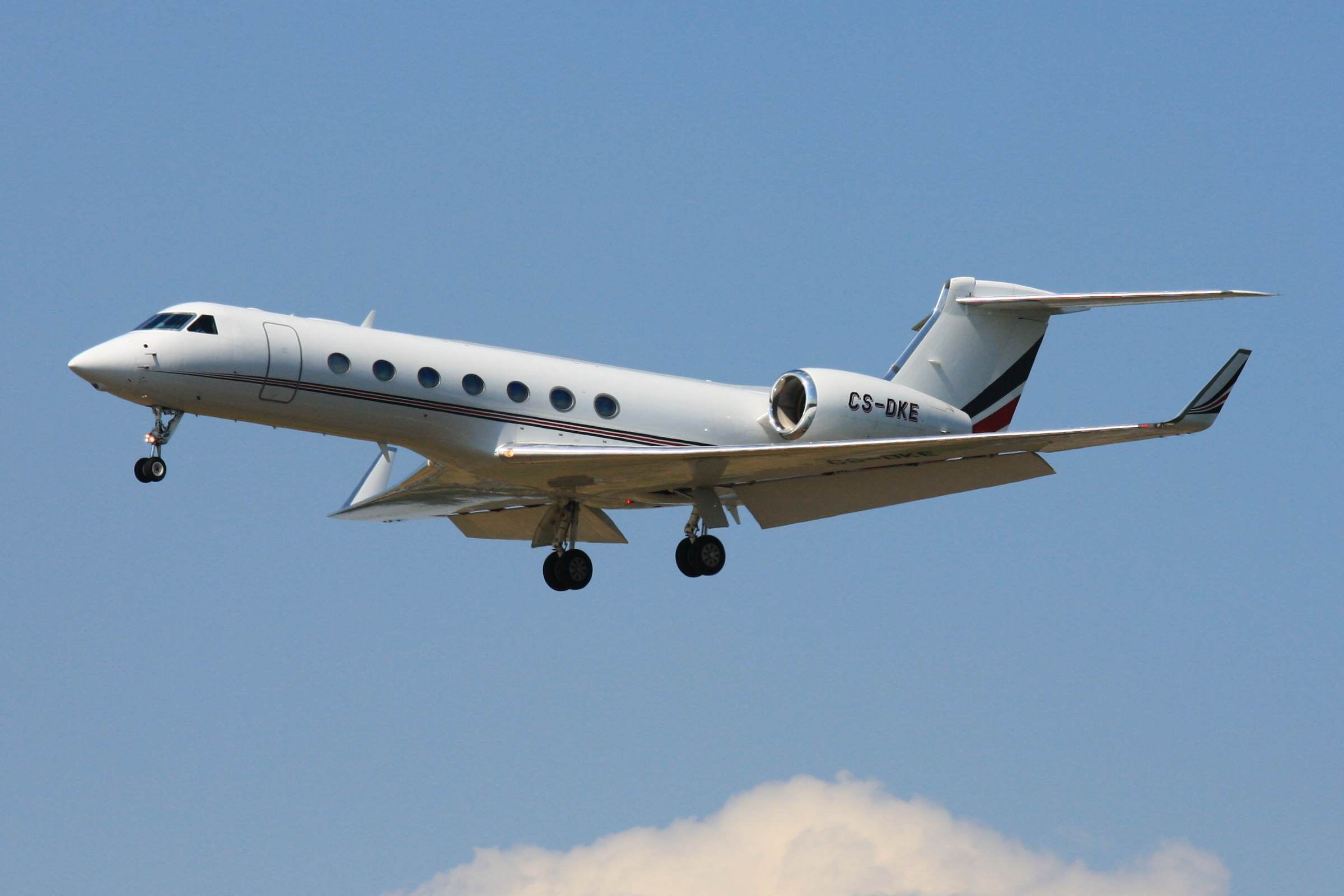
Gulfstream G550
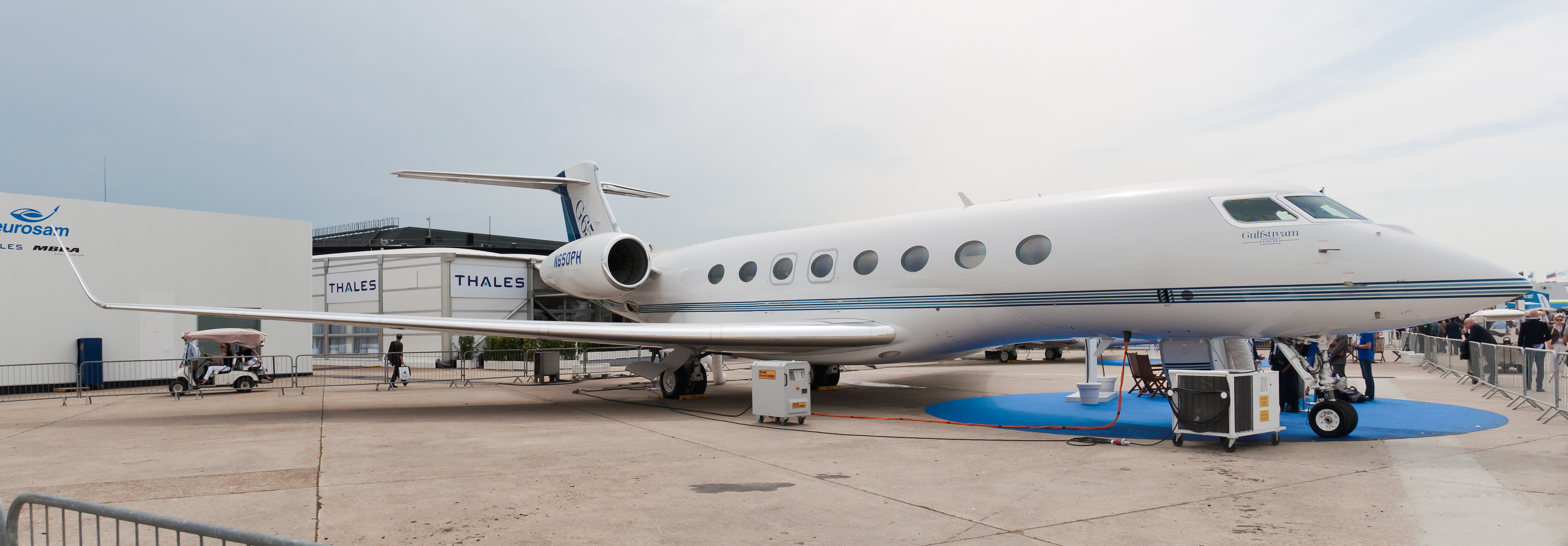
Gulfstream G650